# Wilderness (musikalbum)
Wilderness är den brittiske sångaren Brett Andersons andra soloalbum, utgivet den 1 september 2008.

## Låtförteckning
1. "A Different Place" - 4:12
2. "The Empress" - 3:39
3. "Clowns" - 3:03
4. "Chinese Whispers" - 3:21
5. "Blessed" - 4:41
6. "Funeral Mantra" - 2:57
7. "Back to You" med Emmanuelle Seigner - 3:14
8. "Knife Edge" - 3:02
9. "P. Marius" - 4:37
10. "Symmetry" - 2:40 (bonusspår Itunes)